# Lisicle (V secolo a.C.)
Lisicle (in greco antico: Λυσικλῆς?, Lysiklês; ... – 428 a.C.) è stato un politico e militare ateniese, leader della fazione democratica e reputato amico di Pericle.
Secondo Eschine Socratico, Lisicle visse con Aspasia dopo la morte di Pericle ed ebbe un figlio da lei. Eschine Socratico attribuisce all'aiuto di Aspasia i successi politici di Lisicle. Durante la guerra del Peloponneso Lisicle fu dei più estremisti: egli era convinto dell'utilitá di muovere guerra a Sparta, per via della malcelata invidia di quest'ultima verso la preminenza di Atene. Per tale motivo, secondo Lisicle, una guerra preventiva contro Sparta non solo era inevitabile ma anche benvenuta. Aristofane lo scherní dicendo che per mestiere faceva il commerciante di pecore.
Lisicle venne ucciso in battaglia nel 428 a.C.. Gli ateniesi spedirono dodici navi per raccogliere le contribuzioni obbligatorie che imponevano ai loro alleati, con Lisicle e altri quattro comandanti. Dopo aver viaggiato per posti diversi e riscosso le contribuzioni Lisicle si inoltró nella pianura del fiume Meandro, in Caria. Attaccato dai Cari, venne ucciso assieme a molti suoi soldati.